# مجموعه کتاب‌های بی‌نام لمونی اسنیکت
لمونی اسنیکت، نویسندهٔ آمریکایی رمان‌های کودکان، برای آغاز کار بر روی یک مجموعه کتاب ۴ جلدی کودکان با انتشارات اگموند انگلستان [در اگوست ۲۰۰۹] و انشارات لیتل براون و شرکا ی آمریکا [در نوامبر ۲۰۰۹] قرارداد بست. با این که اسنیکت برای انتشار کار جدیدش از انتشارات هارپرکالینز به لیتل براون و شرکا روی آورده اما او همچنان به کار با ویرایشگر قدیمی خود، سوزان ریچ، ادامه خواهد داد. قرار است جلد اول این مجموعهٔ ۴ جلدی در سال ۲۰۱۲ منتشر شود.

## جزئیات
در اوت ۲۰۰۹ اعلام شد که انتشارات اگموند حقوق یک مجموعه کتاب جدید را از اسنیکت خریداری کرده‌است. در نوامبر ۲۰۰۹ انتشارات لیتل براون و شرکا حقوق انتشار این مجموعه را برای آمریکای شمالی خریداری کرد.

این مجموعه نقاط مشترکی با مجموعه کتاب‌های قبلی لمونی اسنیکت، مجموعه ماجراهای بچه‌های بدشانس، خواهد داشت اما قهرمان‌های آن مجموعه، یتیم‌های بادلر، در آن حضور نخواهند داشت. دنیل هندلر (تحت نام مستعار لمونی اسنیکت) در مورد جزئیات داستان توضیحات بیشتری داد. «این مجموعهٔ جدید به کل یک مجموعهٔ جدید خواهد بود، اما اگر یکی از خوانندگان مجموعه ماجراهای بچه‌های بدشناس باشید در این مجموعه جدید نقاط مشترکی با آن مجموعه پیدا می‌کنید. برای آدمهایی که تشنهٔ این چیزها هستند چیزهای خواهد بود»او تأکید کرد: «این مجموعه به کل یک داستان دیگر خواهد بود. با مجموعهٔ بچه‌های بدشانس نقاط مشترکی خواهد داشت اما اصلاً دنبالهٔ ماجراهای بچه‌های بدشانس نیست»

در ژانویهٔ ۲۰۱۰ اسنیکت در مورد این که این مجموعه تا کجا پیش رفته گفت: «در حال حاضر این مجموعه در حد یک ایدهٔ کلی پیش نرفته‌است» او به نشریهٔ اسکاتس من گفت که این مجموعه «هنوز در حد یک نوزاد تکامل نیافته در رحم است» و اضافه کرد که نوشتن مجموعه را در سال ۲۰۱۰ آغاز خواهد کرد.نشریهٔ تایمز خبر داد که او در حال کار بر روی داستان و نام برای این مجموعه است.لمونی اسنیکت در مورد داستان تنها به این اشاره کرد که: «این مجموعهٔ جدید از زاویه دید دیگری به آن علامت سؤال نزدیک خواهد شد» که علامت سؤال اشاره‌ای است به ناشناختهٔ بزرگ، یک موجود ناشناخته که در سه جلد نهایی مجموعه ماجراهای بچه‌های بدشانس ظاهر شده‌است. لمونی اسنیکت در اکتبر ۲۰۱۰ خاطر نشان کرد: 
دارم برای یک مجموعهٔ جدید که برای بچه‌های بزرگتر نوشته شده تحقیق می‌کنم که بیشتر در مورد تجربه‌هایی هست خودم در زندگی کسب کردم؛ ماجراهای این مجموعهٔ جدید قبل از به دنیا اومدن بچه‌های بادلر صورت می‌گیره
 مسوول انتشارات اگموند، جسیکا دین، در مورد این مجموعه گفت: «اگه بشه اسمه چیزی رو دوبل راز گذاشت، این مجموعه همون دوبل رازه. او داره روش کار می کنه اما کل پروژه در هاله‌ای از رازه … او حسابی مشغوله تحقیقه.» انتشارات اگموند رسماً اعلام کرد: «یرای این مجموعهٔ جدید … در حال حاضر نمیشه اسمی گذاشت (از ترس به باد بردن آخرین مراحل تحقیقات آقای اسنیکت).» مسوول بخش تخیلی انتشارات اگمونت، لی آه تاکستون، به طرز مرموزی به خبرنگاران گفت:

معمولاً من عاشق بازکردن نامه‌ها توی اول صبحم. این که فکر کنی ممکنه یک مطلب یا داستان جدید توی نامه‌ها پیدا کنی که خواننده هات رو به وجد بیاره خیلی هیجان انگیزه؛ ولی اون روز صبح، وقتی که دستخطه روی نامه رو دیدم … خوب، نمی دونم چطور بگم، چه حسی بهتون دست می ده که قراره داستان یک بدبختی گفته نشدهٔ دیگه در مورد بچه‌های غیر مشکوک این کشور رو منتشر کنی؟ ماها توی انتشارات اگمونت نمی تونیم بی‌خیال داستان تلخ لمونی اسنیکت بشیم، اما، شماها که هنوز درگیر این ماجرا نشدیدن هنوز امید هست که ازش کناره بگیرین باید بگم که خواهش می‌کنم یه چیزه دیگه بخونین!

مسوول انتشارات لیتل براون و شرکا، مگان تینگلی گفت که انتشارانشان از «پیوستن به لمونی اسنیکت افتخار می‌کند»، و اضافه کرد که این مجموعه «آثاری بسیار نوآورانه و هیجان انگیز خواهد بود که جماعت طرفداران لمونی اسنیکت رو محسور خود خواهند کرد.»